# Carl Gustaf Emil Mannerheim
Il barone Carl Gustaf Emil Mannerheim (IPA: ˡkɑːɭ ˡɡɵs.tɑf ˡeːmil ˡmanːər.he͡im, ; Askainen, 4 giugno 1867 – Losanna, 27 gennaio 1951) è stato un generale, politico e statista finlandese. È considerato l'eroe nazionale finlandese. Con l'indipendenza della Finlandia, Mannerheim divenne il Reggente (come capo di stato ad interim) dal dicembre 1918 fino al 26 luglio 1919, dopo di che si candidò alle elezioni presidenziali del 1920, ma perse. Dopo un periodo di assenza dalla vita pubblica, ritornò come Comandante delle forze di difesa finlandesi alla fine degli anni 1930, quando il paese si preparava ad una guerra (Guerra d'inverno) contro l'Unione Sovietica. Perso il conflitto, la Finlandia dovette cedere alcuni territori ai russi, ma cercò di riconquistarli con la Guerra di continuazione, scatenata dopo che la Germania nazista aveva iniziato l'Operazione Barbarossa, ovvero l'invasione dell'URSS.
Mannerheim ancora una volta era al vertice delle forze armate, ma nel 1944 divenne eletto Presidente della Repubblica finlandese, in un momento in cui la Finlandia si rese conto che la sconfitta della Germania era imminente e così era necessaria una personalità come quella di Mannerheim per negoziare le eventuali trattative con l'Unione Sovietica. Finita la guerra e ceduti molti territori, si dimise dalla carica presidenziale nel 1946, a causa di problemi di salute, ritirandosi a vita privata. Morì nel 1951 in Svizzera, ricevendo funerali di stato.

## Biografia

### Giovinezza
Carl Gustaf Emil Mannerheim nacque ad Askainen, Finlandia meridionale, il 4 giugno 1867, figlio di Carl Robert e della moglie Hedvig Charlotta Helena von Julin; i Mannerheim erano originari della Germania e nel 1693 divennero nobili svedesi che si trasferirono poi in Finlandia, allora parte dell'Impero svedese, nel XVIII secolo. Nel 1809 scoppiò la Guerra di Finlandia, combattuta tra la Russia e la Svezia, la quale perdendo il conflitto dovette cedere la Finlandia all'Impero russo; il conte Carl Erik Mannerheim, bisnonno di Carl Gustaf Emil, divenne il primo capo dell'esecutivo del neo-autonomo Granducato di Finlandia, un ufficio che precedette quello del Primo Ministro contemporaneo. Suo nonno, Carl Gustaf Mannerheim, era un entomologo e giurista, mentre il padre Carl Robert, conte Mannerheim, fu sia drammaturgo che industriale, con modesti successi in entrambe le attività. La madre di Mannerheim era la figlia di un ricco industriale, John von Julin (1787–1853). Nel 1880 il padre di Mannerheim lasciò la famiglia per trasferirsi con la sua amante, la figlia del barone e generale Johan Mauritz Nordenstam, la giovane madre ed i suoi sette figli andarono così a vivere con la zia Louise. La madre di Mannerheim morì l'anno successivo. Lo zio materno di Mannerheim, Albert von Julin (1846–1906), divenne poi il suo tutore legale e finanziatore della sua successiva istruzione. Terzo figlio della famiglia, Mannerheim ereditò il titolo di barone.

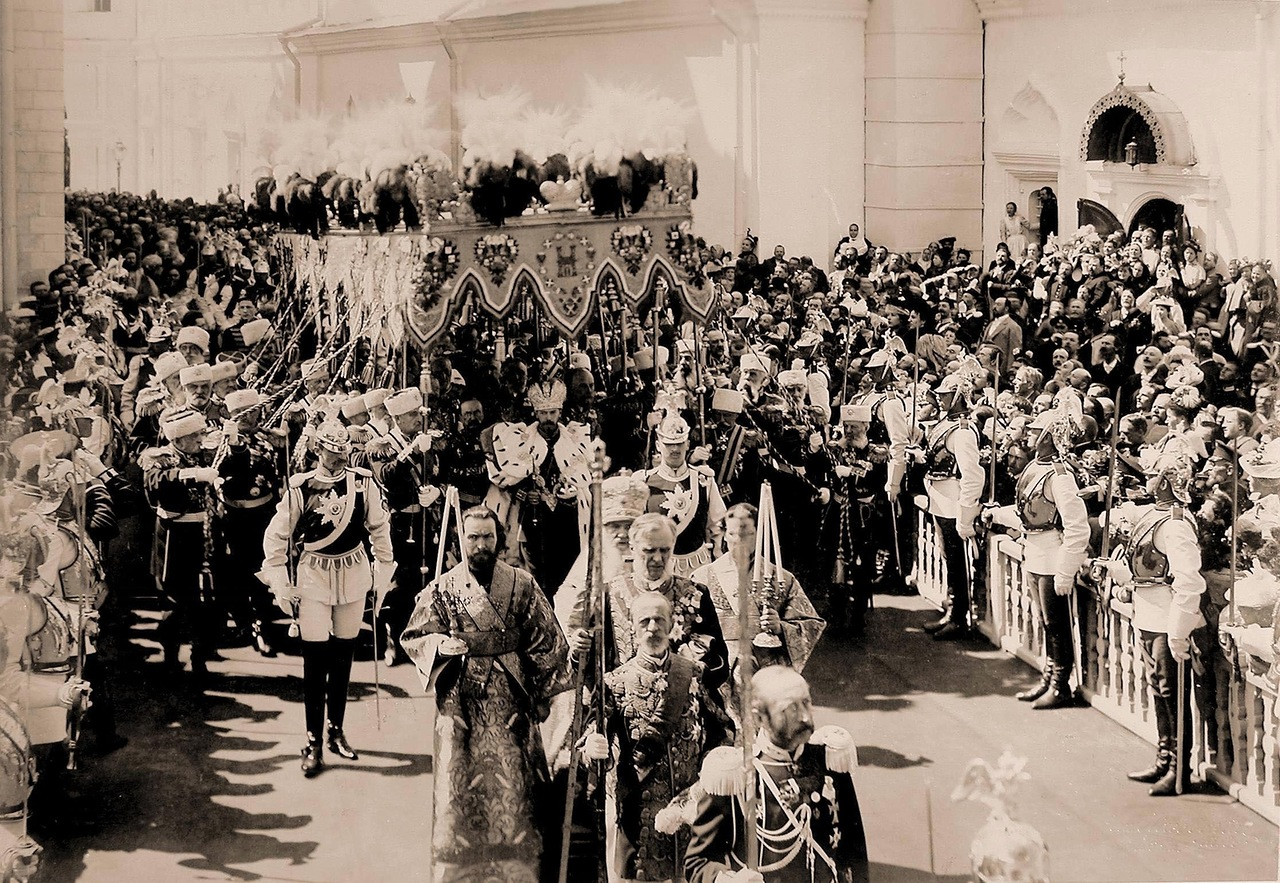
Nicola II durante le processioni dell'incoronazione. Alla destra dello Zar si distingue Carl Gustaf Emil Mannerheim in uniforme della Guardia Imperiale russa.

Mannerheim frequentò la scuola per cadetti di Hamina in Finlandia, un istituto finalizzato a preparare i giovani al servizio militare nell'Esercito imperiale russo. Tuttavia, a causa di problemi disciplinari, venne espulso. Imperterrito, nel 1887 continuò gli studi presso la Scuola di cavalleria Nicholas di San Pietroburgo, dove si diplomò nel 1889. La sua alta statura e il suo portamento aristocratico lo fecero distinguere dai suoi coetanei e dopo aver prestato servizio come cornetta di cavalleria in un reggimento di dragoni a Kalisz, entrò nel Reggimento dei Cavalieri della Guardia di San Pietroburgo nel 1891, raggiungendo il grado di Capitano di cavalleria. Nel 1896, prese parte all'incoronazione dello zar Nicola II, asceso al trono imperiale nel 1894 in seguito alla morte del padre, Alessandro III, rimanendo in piedi per quattro ore nella sua uniforme di gala della Guardia Imperiale dei Cavalieri in fondo alla scalinata che conduceva al trono imperiale. Partecipò alla Guerra russo-giapponese, combattuta tra il 1904 ed il 1905, come Tenente colonnello al comando di truppe a cavallo irregolare asiatiche e riuscì anche a guidare un gruppo di banditi locali con i quali cercò le retrovie del nemico per sconfiggerli. Fu promosso colonnello per il coraggio dimostrato nella battaglia di Mukden nel 1905; dopo il conflitto lo stato maggiore ordinò di partecipare ad una spedizione di intelligence in Turkestan, Mongolia e Cina tra il 1906 ed il 1907. Mannerheim presentò personalmente i risultati della sua spedizione allo zar Nicola II di Russia. Dopo il servizio in Estremo Oriente, fu assegnato a Mannerheim un nuovo incarico nelle province polacche dell'impero. Tra il 1909 ed il 1914, servì come comandante del 13° Reggimento Ulani Vladimir e del Reggimento Ulani della Guardia Imperiale a Mińsk Mazowiecki ed a Varsavia.
Nel 1892 Mannerheim sposò Anastasia Arapova (1872-1936), una ricca ereditiera russa: la coppia ebbe due figlie, Anastasie Mannherheim (1893-1977) e Sophie Mannerheim (1895-1963). Mannerheim e la moglie si separarono dieci anni dopo e il divorzio formale avvenne nel 1919.

### Grande guerra

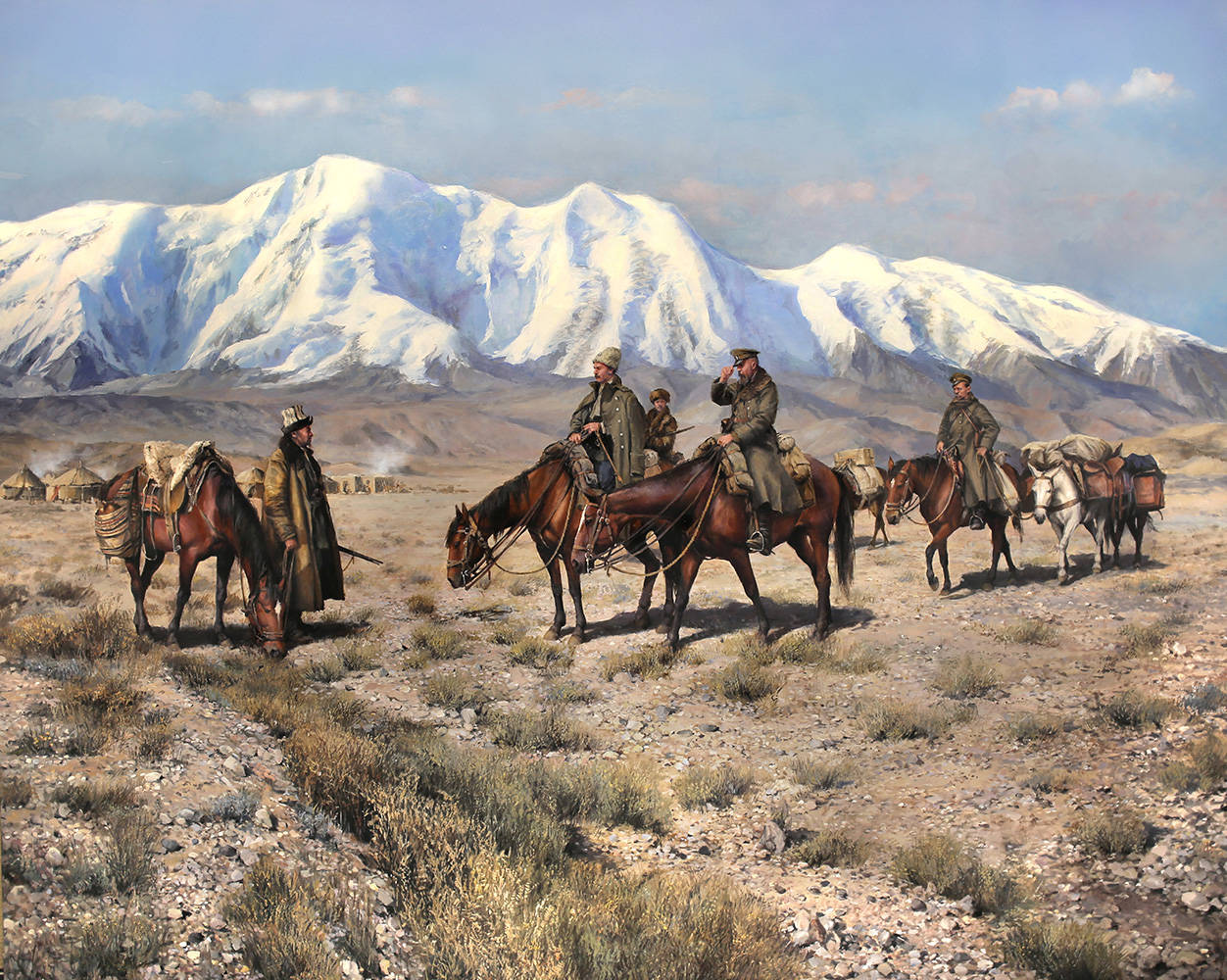
La spedizione di Carl Mannerheim.

Allo scoppio della Prima guerra mondiale, comandò un'unità di cavalleria sul fronte orientale, in particolare nei Carpazi. Partecipò principalmente a scontri contro le truppe austro-ungariche, guadagnandosi la reputazione di impavidità e disprezzo della morte, e gli fu conferita la Spada di San Giorgio. Dopo la Battaglia di Galizia, la brigata di Mannerheim fu trasferita in Galizia e subordinata all'VIII Armata del Generale Aleksej Brusilov; Brusilov nominò Mannerheim a capo della 12a Divisione di Cavalleria dopo che il precedente comandante, il tenente Generale Aleksej Kaledin, era stato ferito in battaglia. Durante l'estate del 1916, Mannerheim e la sua divisione parteciparono all'Offensiva Brusilov. Con l'entrata della Romania nella guerra, Mannerheim e la sua divisione furono tra le forze russe inviate in supporto dei rumeni; le sue truppe raggiunsero Focșani nel dicembre del 1916 e Mannerheim si riferì al generale Alexandru Averescu, comandante della 2ª Armata rumena. La divisione di Mannerheim fu rinforzata con una brigata rumena, formando una forza congiunta russo-rumena, il "Gruppo Wrancza" (Vrancea), che bloccava l'accesso alla valle del Siret, sulle Alpi della Transilvania. Mannerheim nutriva un'alta opinione del coraggio di singoli ufficiali e soldati rumeni, ma nelle sue memorie considerava l'entrata in guerra della Romania una distrazione mal calcolata, che aveva assorbito le necessarie riserve russe. 

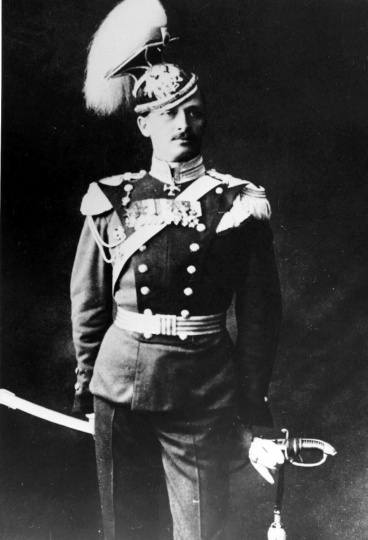
Mannerheim in uniforme di Ulano.

Dopo il ritiro russo in Bessarabia, Mannerheim chiese il permesso di visitare la Finlandia. Durante il suo congedo, scoppiò la Rivoluzione di febbraio e sebbene Mannerheim fosse ostile alla rivoluzione, rimase in servizio e fu promosso Tenente generale dal Governo provvisorio. Mannerheim divenne comandante del VI Corpo d'Armata di Cavalleria a Odessa. Qui vi rimase fino al settembre 1917, quando l'VIII Armata lo congedò dal servizio attivo su sua richiesta, perché deluso dal Governo provvisorio. Con lo scoppio della Rivoluzione bolscevica, Mannerheim decise di lasciare la Russia e tornare in Finlandia.

### Reggente di Finlandia
Mannerheim arrivò ad Helsinki nel dicembre del 1917, dove, nello stesso periodo, il Senato finlandese emanò una dichiarazione d'indipendenza dalla Russia, in seguito alla rivoluzione bolscevica; le divisioni interne sfociarono presto in una guerra civile, combattuta tra i conservatori detti "bianchi" ed i socialisti detti "rossi". In qualità di illustre ufficiale di alto rango, a Mannerheim fu chiesto di presiedere il Comitato Militare, un'organizzazione fondata da ex cadetti finlandesi, che era diventata un organo ufficiale del Senato finlandese. Nel gennaio 1918, Mannerheim fu nominato comandante in capo delle forze della Guardia Bianca e nonostante le risorse limitate, la sua leadership strategica assicurò una vittoria decisiva al suo schieramento, che culminò con una parata vittoriosa ad Helsinki nel maggio 1918. Questo successo consacrò Mannerheim come eroe nazionale; dopo la fine dei conflitti civili, Mannerheim si dimise dall'incarico a causa dell'intervento tedesco nella guerra civile finlandese e della sua animosità nei confronti delle Potenze Centrali. Dopo la sconfitta della Germania, le sue credenziali filo-Intesa facilitarono il suo ritorno in politica. 

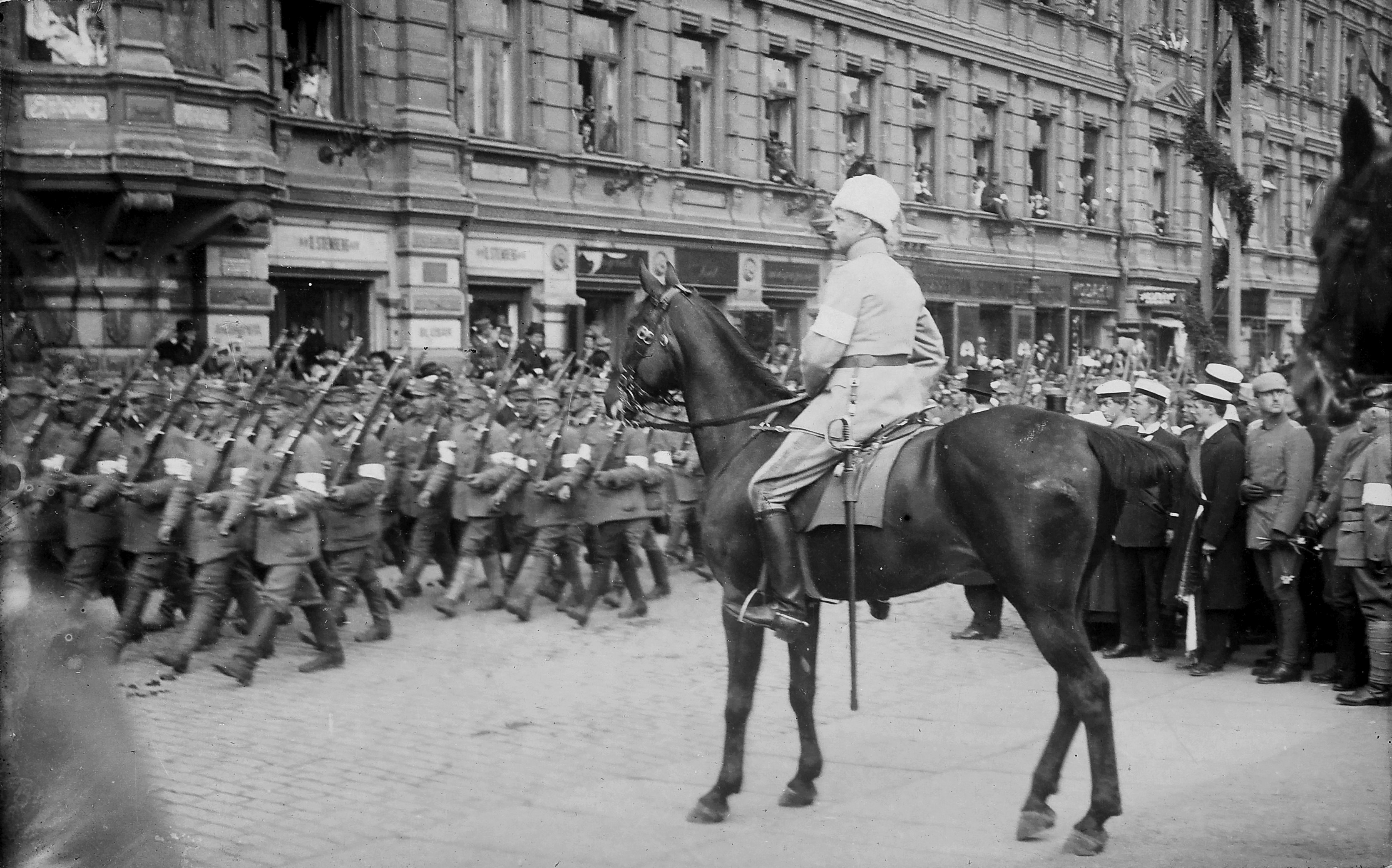
Mannerheim alla parata della vittoria.

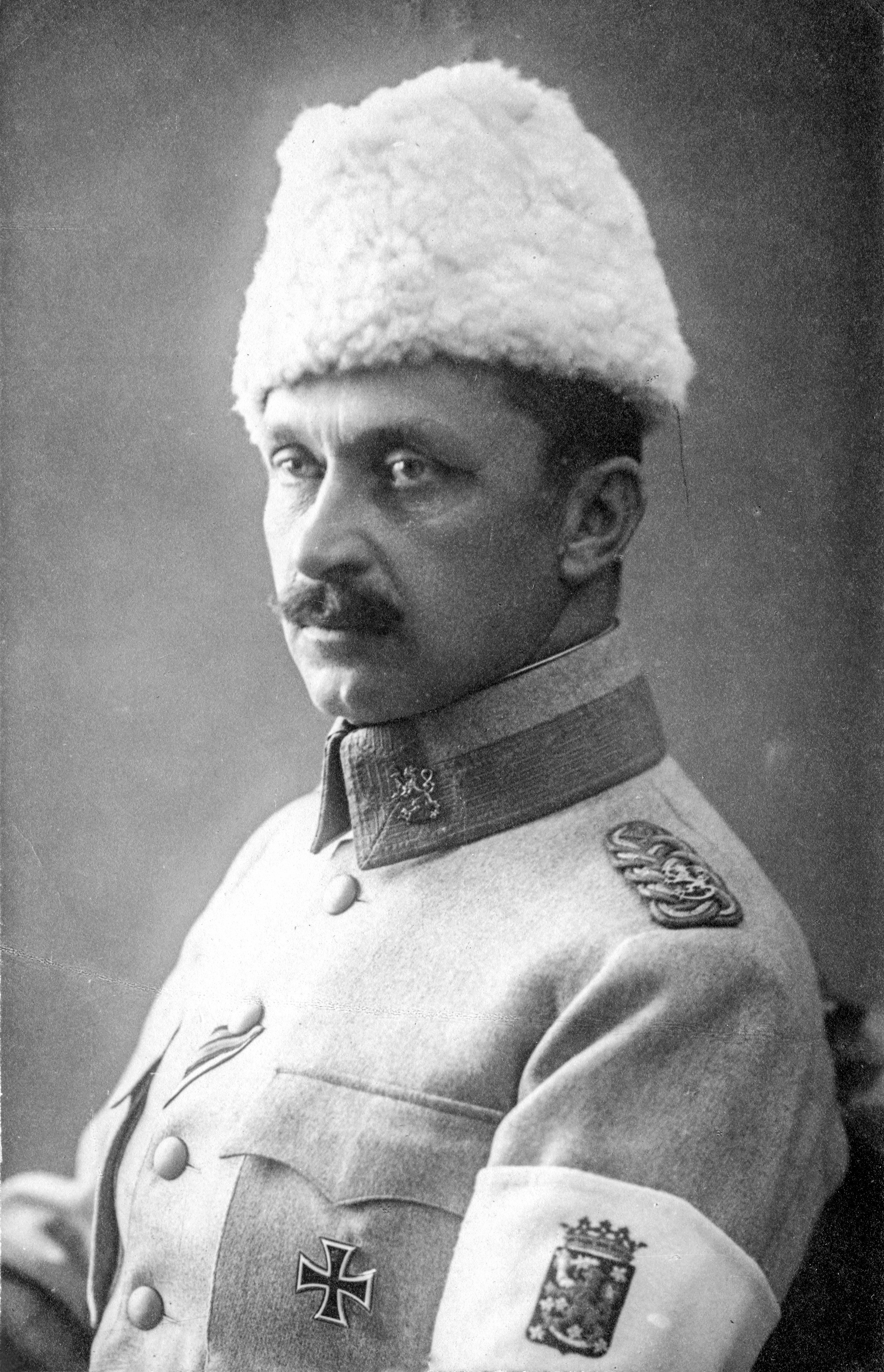
Mannerheim in uniforme della Finlandia.

Il 12 dicembre 1918, il Parlamento finlandese proclamò Mannerheim quale Reggente di Finlandia, carica che ricoprì fino a luglio 1919, ruolo simile a quello di capo di stato ad interim. Nonostante la sua preferenza personale per la monarchia, ratificò la costituzione della Repubblica finlandese, dimostrando la sua leadership pragmatica. La sua candidatura alle prime elezioni presidenziali finlandesi nel 1919 non ebbe successo, il che lo spinse a ritirarsi temporaneamente dalla politica attiva. Il suo desiderio di sostenere l'offensiva del generale Nikolai Judenič  contro Pietrogrado incontrò resistenza politica e fu in parte responsabile della sua sconfitta alle elezioni presidenziali. Mannerheim continuò a promuovere l'operazione di Pietrogrado, scrivendo una lettera aperta al presidente finlandese Kaarlo Juho Ståhlberg, incontrando il maresciallo Józef Piłsudski a Varsavia e contattando anche Winston Churchill a Londra. Durante la sua pausa politica, Mannerheim si dedicò all'impegno umanitario: fondò la Lega Mannerheim per il benessere dell'infanzia nel 1920, un'organizzazione significativa in Finlandia, e presiedette la Croce Rossa finlandese dal 1922 fino alla sua morte, a dimostrazione del suo impegno per il benessere pubblico. Con l'aggravarsi delle tensioni con l'Unione Sovietica negli anni 1930s, Mannerheim tornò a ricoprire un ruolo centrale nella strategia difensiva finlandese, e venendo nominato, su consiglio anche dei socialdemocratici, presidente del Consiglio di Difesa finlandese nel 1931, si batté per il rafforzamento della preparazione militare della Finlandia. La sua lungimiranza si rivelò fondamentale quando la Finlandia affrontò l'invasione sovietica durante la Guerra d'Inverno, tra il 1939 ed il 1940. Fu promosso a Feldmaresciallo nel 1933. Nel 1936, Mannerheim rappresentò il governo finlandese al funerale di re Giorgio V del Regno Unito.

### Seconda guerra mondiale

#### Guerra d'inverno e di continuazione

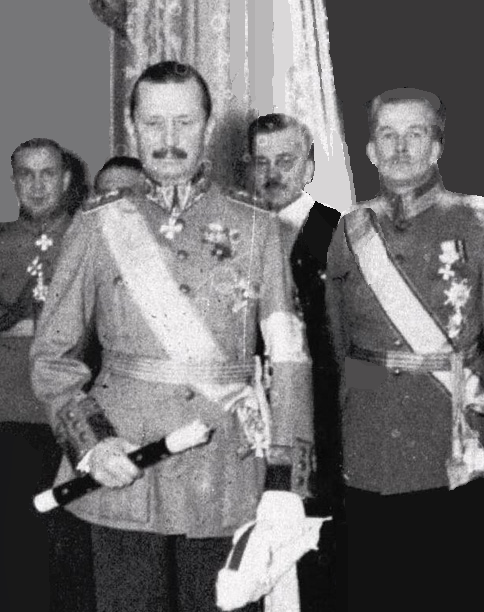
Il Maresciallo Mannerheim nel 1933.

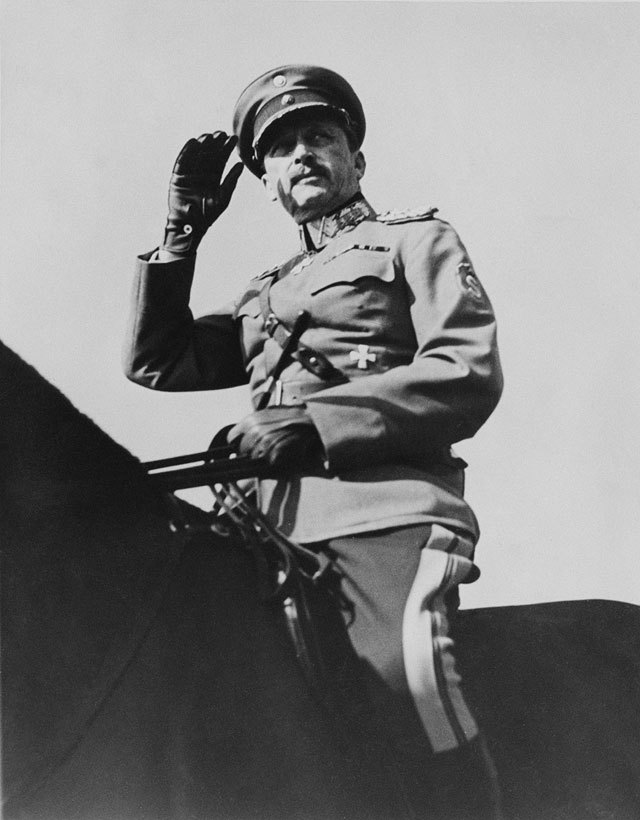
Mannerheim a cavallo nel 1939.

In qualità di presidente del Consiglio di Difesa Finlandese, Mannerheim si oppose fin dall'inizio alla guerra con l'Unione Sovietica; quando i sovietici chiesero alla Finlandia di cedere territorio, raccomandò al governo finlandese di cedere, sostenendo che l'esercito finlandese non era abbastanza forte da respingere un attacco sovietico. Quando però i negoziati con l'Unione Sovietica fallirono nel 1939, consapevole dell'imminente guerra e deplorando la mancanza di equipaggiamento e preparazione dell'esercito, Mannerheim si dimise dal consiglio militare il 17 ottobre 1939, dichiarando che avrebbe accettato di tornare a ricoprire un incarico solo come comandante in capo dell'Esercito finlandese. Divenne ufficialmente comandante supremo degli eserciti, all'età di 72 anni, dopo l'attacco sovietico del 30 novembre 1939. In una lettera alla figlia Sophie, dichiarò: "Non avevo voluto assumermi la responsabilità di comandante in capo, come la mia età e la mia salute mi autorizzavano, ma ho dovuto cedere agli appelli del Presidente della Repubblica e del governo, e ora per la quarta volta sono in guerra". Il primo dei suoi ordini del giorno fu rivolto alle Forze di Difesa il giorno dell'inizio della guerra:

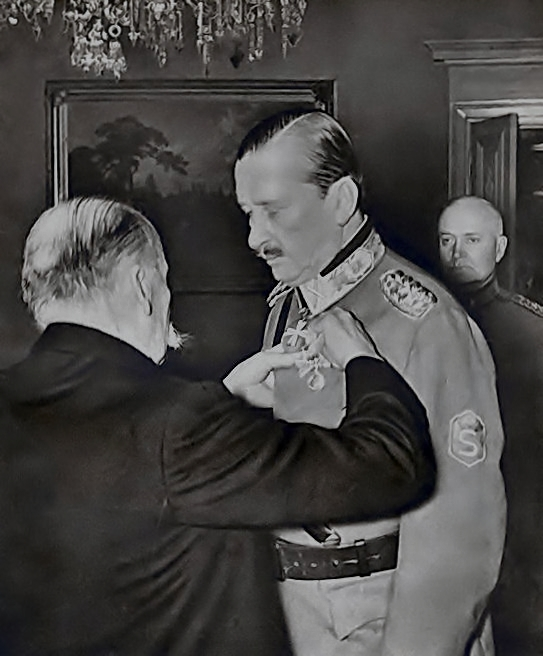
Mannerheim che viene decorato.

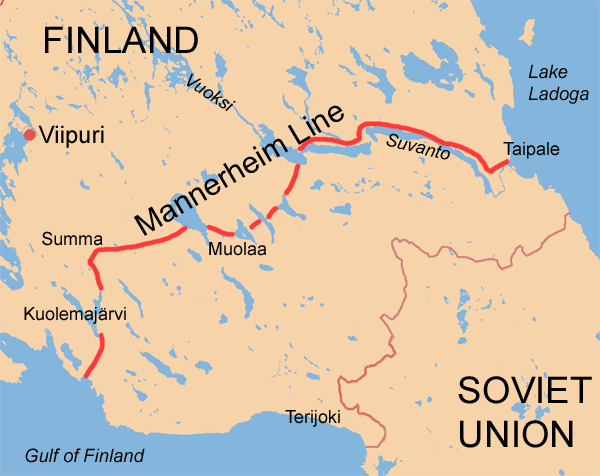
Linea Mannerheim al confine sovietico.

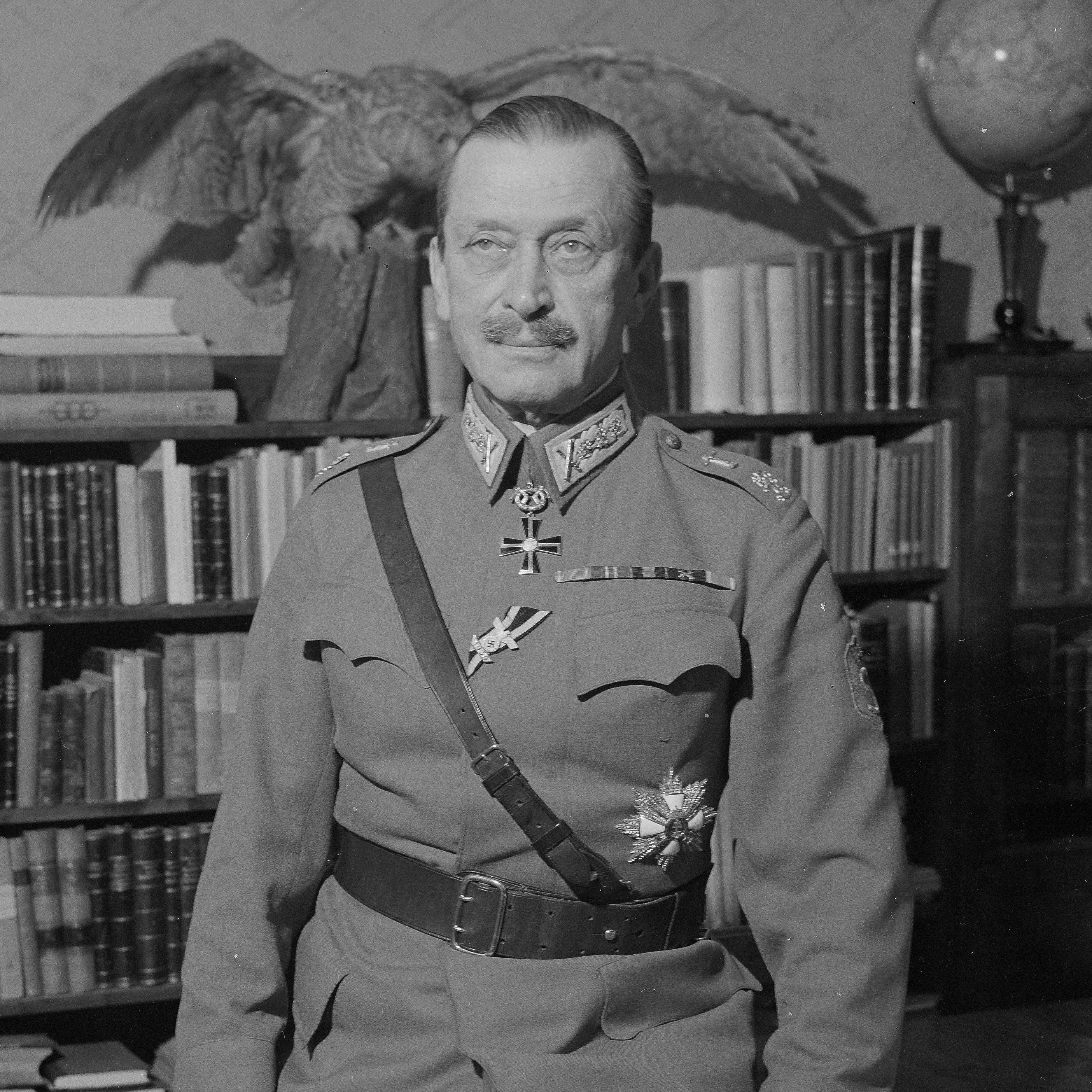
Mannerheim nel suo quartier generale.

Il feldmaresciallo Mannerheim organizzò rapidamente il suo quartier generale a Mikkeli. Il suo capo di stato maggiore era il tenente generale Aksel Airo, mentre il suo caro amico, il generale Rudolf Walden, fu inviato come rappresentante del quartier generale presso il governo dal 3 dicembre 1939 al 27 marzo 1940, dopodiché divenne ministro della Difesa. Nonostante fossero in inferiorità numerica e di armamento inferiore, le forze finlandesi organizzarono un'eroica difesa lungo la "Linea Mannerheim", una serie di fortificazioni che aveva contribuito a progettare. La guerra si concluse nel marzo del 1940 con significative perdite territoriali per la Finlandia, ma la coraggiosa resistenza del paese ottenne l'ammirazione internazionale e ne preservò l'indipendenza. Nel 1941, la Finlandia si schierò con la Germania nazista, che aveva appena iniziato l'Operazione Barbarossa ovvero l'invasione dell'Unione Sovietica, per riconquistare i territori persi nella Guerra d'Inverno. Mannerheim guidò nuovamente le forze finlandesi, mantenendo un approccio pragmatico all'alleanza. Mannerheim mantenne i rapporti con il governo di Adolf Hitler il più formali possibile: Mannerheim non apprezzava veramente Hitler, sebbene inizialmente avesse espresso interesse per la sua ascesa al potere, il suo atteggiamento nei confronti dl Fuhrer divenne negativo quando la visita di Mannerheim in Germania gli fece comprendere il tipo di "stato ideale" che Hitler stava costruendo. Paragonò infatti l'ascesa di Hitler in Germania all'ascesa dei bolscevichi in Russia nel 1917. Prima della Guerra di Continuazione, i tedeschi offrirono a Mannerheim il comando di oltre 80.000 soldati tedeschi in Finlandia ma Mannerheim rifiutò per non legare se stesso e la Finlandia agli obiettivi di guerra nazisti; Mannerheim era pronto alla cooperazione e alla fratellanza con la Germania di Hitler, ma per ragioni pratiche piuttosto che ideologiche a causa della minaccia sovietica. Nel luglio 1941 l'esercito finlandese di Carelia fu rafforzato dalla 163ª Divisione di Fanteria tedesca. Riconquistarono i territori finlandesi annessi dall'Unione Sovietica dopo la Guerra d'Inverno, e andarono oltre, occupando la Carelia orientale. Le truppe finlandesi presero parte all'assedio di Leningrado, che durò 872 giorni. Mannerheim evitò l'allineamento ideologico con i nazisti e si concentrò esclusivamente sulla garanzia della sovranità della Finlandia. La sua leadership in questo periodo, sebbene controversa, fu caratterizzata da un attento bilanciamento degli interessi nazionali.

#### Visita del Fuhrer

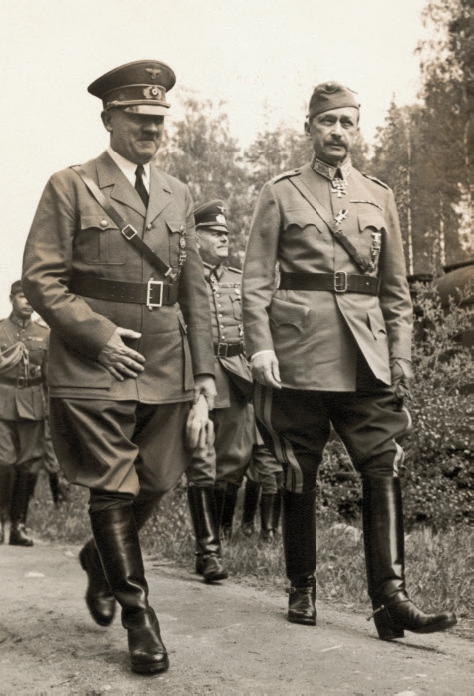
Mannerheim assieme ad Adolf Hitler.

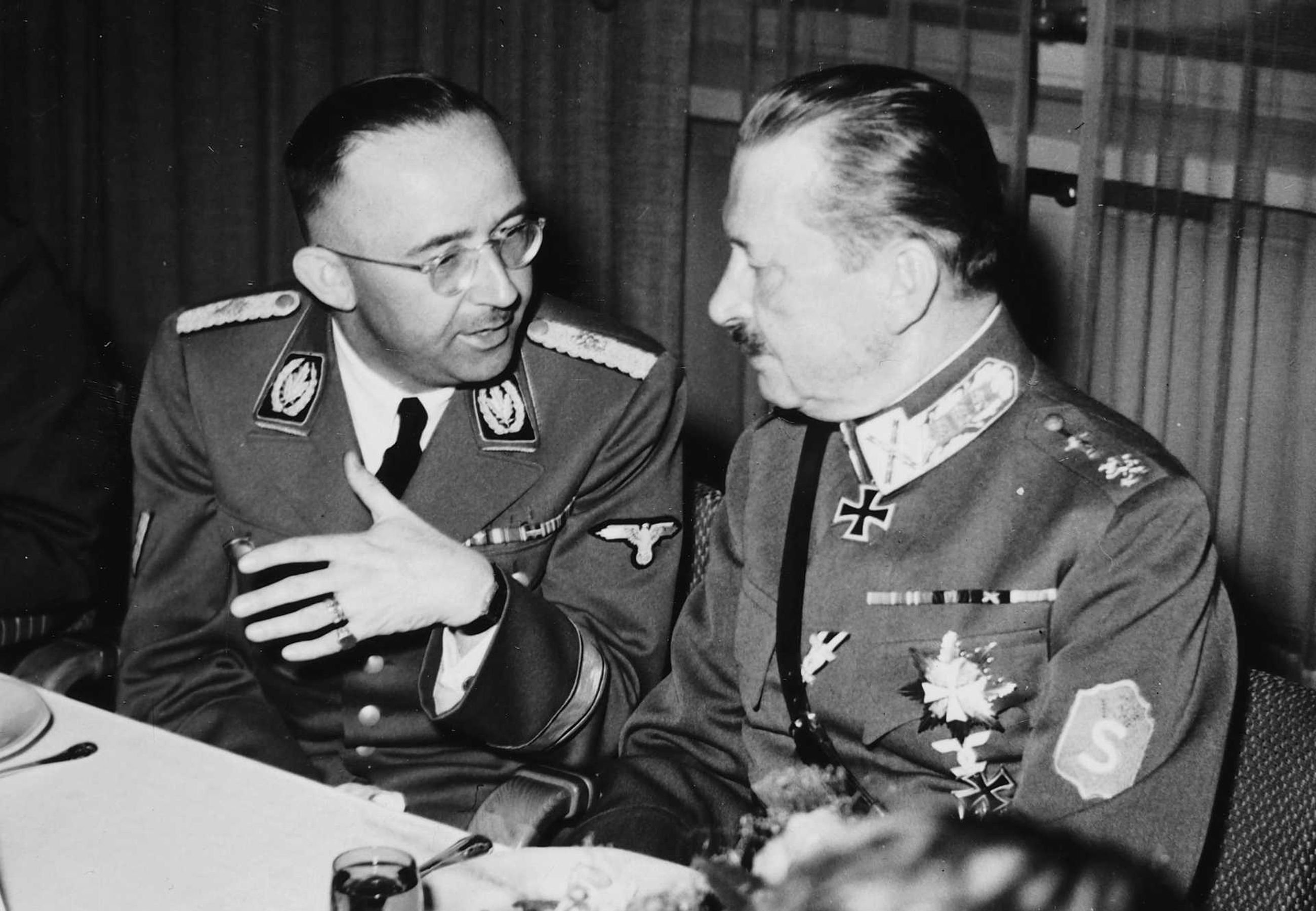
Heinrich Himmler e Mannerheim.

Il leader sovietico Joseph Stalin fece pressione su Churchill affinché dichiarasse guerra alla Finlandia, una decisione che fu particolarmente difficile per il Primo ministro britannico a causa della sua conoscenza di Mannerheim. Churchill ritardò la dichiarazione e inviò una nota personale a Mannerheim, in cui ricordava i loro incontri passati e lo avvertiva dell'imminente dichiarazione. Mannerheim ringraziò Churchill per la sua premura e rispose che la sua missione era garantire la sicurezza della Finlandia. Il 20 giugno 1942, Mannerheim stava ispezionando le truppe finlandesi in prima linea a Povenec quando lui e il suo staff furono attaccati da un cannone anticarro sovietico a fuoco diretto. Un proiettile esplose vicino a Mannerheim che, secondo diverse fonti, si rifugiò in una trincea o dietro tronchi d'albero finché il fuoco di controbatteria finlandese non neutralizzò l'attaccante. Il capitano Ahti Petramaa, comandante di sezione durante l'ispezione, perse le dita a causa delle schegge volanti e fu scortato a un posto di soccorso dove fu promosso maggiore da Mannerheim. Il 75° compleanno di Mannerheim, il 4 giugno 1942, fu dichiarato festa nazionale: il governo gli conferì il titolo esclusivo di Maresciallo di Finlandia (Suomen Marsalkka in finlandese, Marskalk av Finland in svedese), divenendo fino ad allora l'unica persona ad aver ricevuto tale titolo. Hitler gli fece una visita a sorpresa per il suo compleanno proprio quel giorno, poiché desiderava incontrare i "coraggiosi finlandesi (die tapferen Finnen)" e il loro leader Mannerheim, il quale però non volle incontrarlo al suo quartier generale né a Helsinki, poiché in quel caso sarebbe sembrato una visita di Stato ufficiale. L'incontro ebbe luogo vicino a Imatra, nella Finlandia sudorientale, e fu organizzato in segreto. Dall'aeroporto di Immola, Hitler, accompagnato dal presidente Ryti, fu condotto in auto fino al luogo in cui il barone Mannerheim lo attendeva presso un binario morto. Un discorso di Hitler fu seguito da una cena di compleanno e da trattative tra lui e Mannerheim. In totale, Hitler trascorse circa cinque ore in Finlandia; si dice che abbia chiesto ai finlandesi di intensificare le operazioni militari contro i sovietici, ma a quanto pare non ha avanzato richieste specifiche.

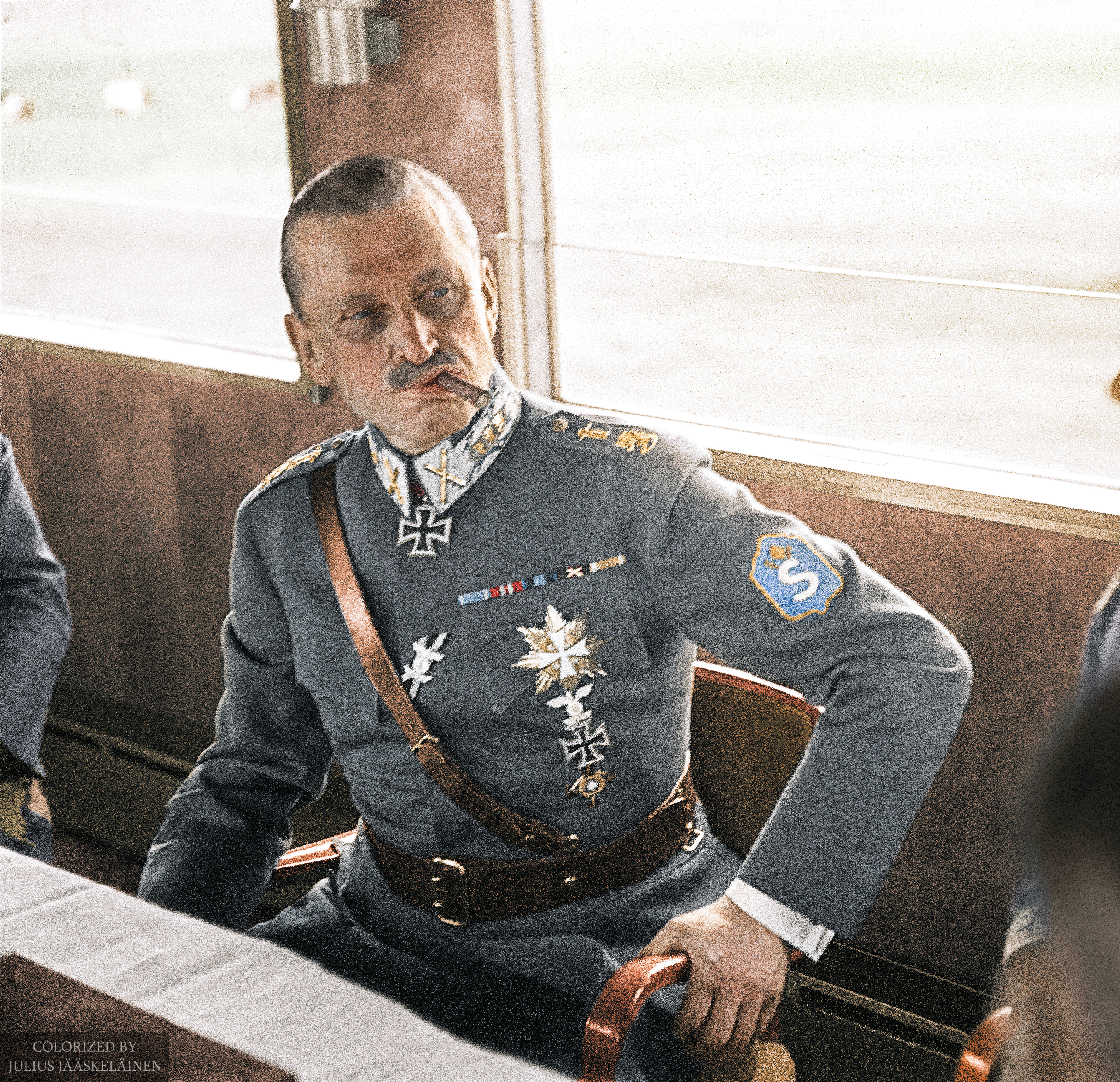
Mannerheim con il sigaro durante l'incontro con Adolf Hitler, nel 1942.

Durante la visita, un ingegnere dell'emittente finlandese Yleisradio, Thor Damen, riuscì a registrare i primi undici minuti della conversazione privata tra Hitler e Mannerheim, ciò dovette avvenire in segreto, poiché Hitler non permetteva mai registrazioni improvvisate. Damen fu incaricato di registrare i discorsi ufficiali di compleanno e la risposta di Mannerheim e quindi installò dei microfoni in alcuni vagoni ferroviari. Tuttavia, Mannerheim ed i suoi ospiti scelsero di salire in un vagone privo di microfono. Damen agì rapidamente, infilando un microfono attraverso uno dei finestrini del vagone su una rete metallica appena sopra i sedili di Hitler e Mannerheim. Dopo undici minuti di conversazione privata tra Hitler e Mannerheim, le guardie del corpo SS di Hitler notarono i fili che fuoriuscivano dal finestrino e si resero conto che l'ingegnere finlandese stava registrando la conversazione. Gli fecero cenno di interrompere immediatamente la registrazione, e lui obbedì. Le guardie del corpo SS chiesero che il nastro venisse distrutto, ma a Yleisradio fu concesso di tenere la bobina dopo aver promesso di conservarla in un contenitore sigillato. Fu consegnata a Kustaa Vilkuna, capo dell'ufficio della censura statale, e nel 1957 tornò a Yleisradio. Fu resa pubblica pochi anni dopo. È l'unica registrazione nota di Hitler che parla al di fuori di un'occasione formale.
Esiste una versione infondata secondo cui, mentre conversava con Hitler, Mannerheim accese un sigaro. Mannerheim si aspettava che Hitler chiedesse alla Finlandia ulteriore aiuto contro l'Unione Sovietica, cosa che Mannerheim non era disposto a concedere. Quando Mannerheim accese il sigaro, tutti i presenti rimasero senza fiato, poiché l'avversione di Hitler al fumo era ben nota. Ciononostante, Hitler continuò la conversazione con calma, senza commentare. Con questo test, Mannerheim poteva valutare se Hitler stesse parlando da una posizione di forza o di debolezza. Rifiutò Hitler, sapendo che Hitler era in una posizione di debolezza e non poteva dettargli legge. Poco dopo, Mannerheim ricambiò la visita, recandosi al quartier generale di Hitler nella Prussia orientale..

#### Presidente di Finlandia

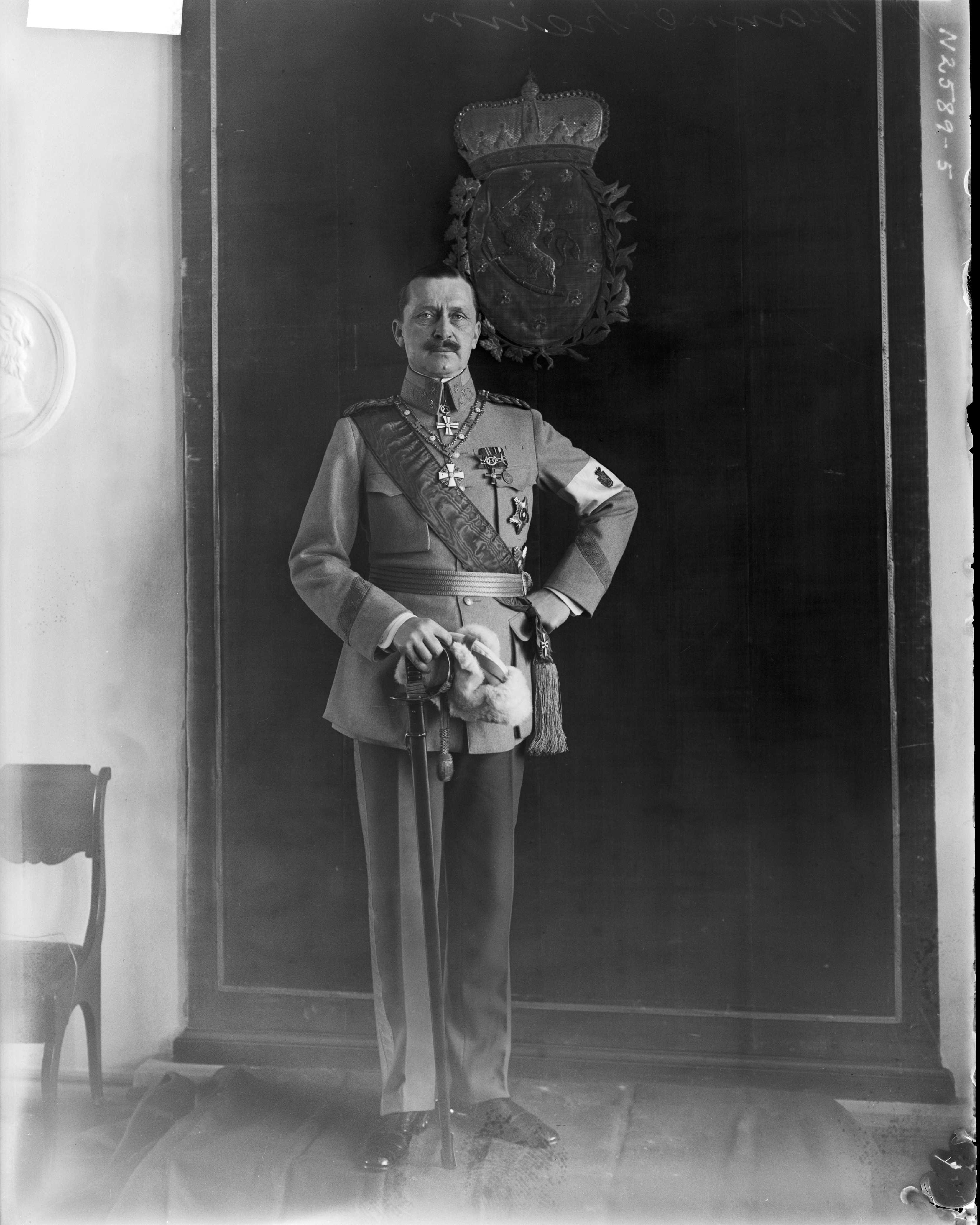
Mannerheim presidente della Finlandia.

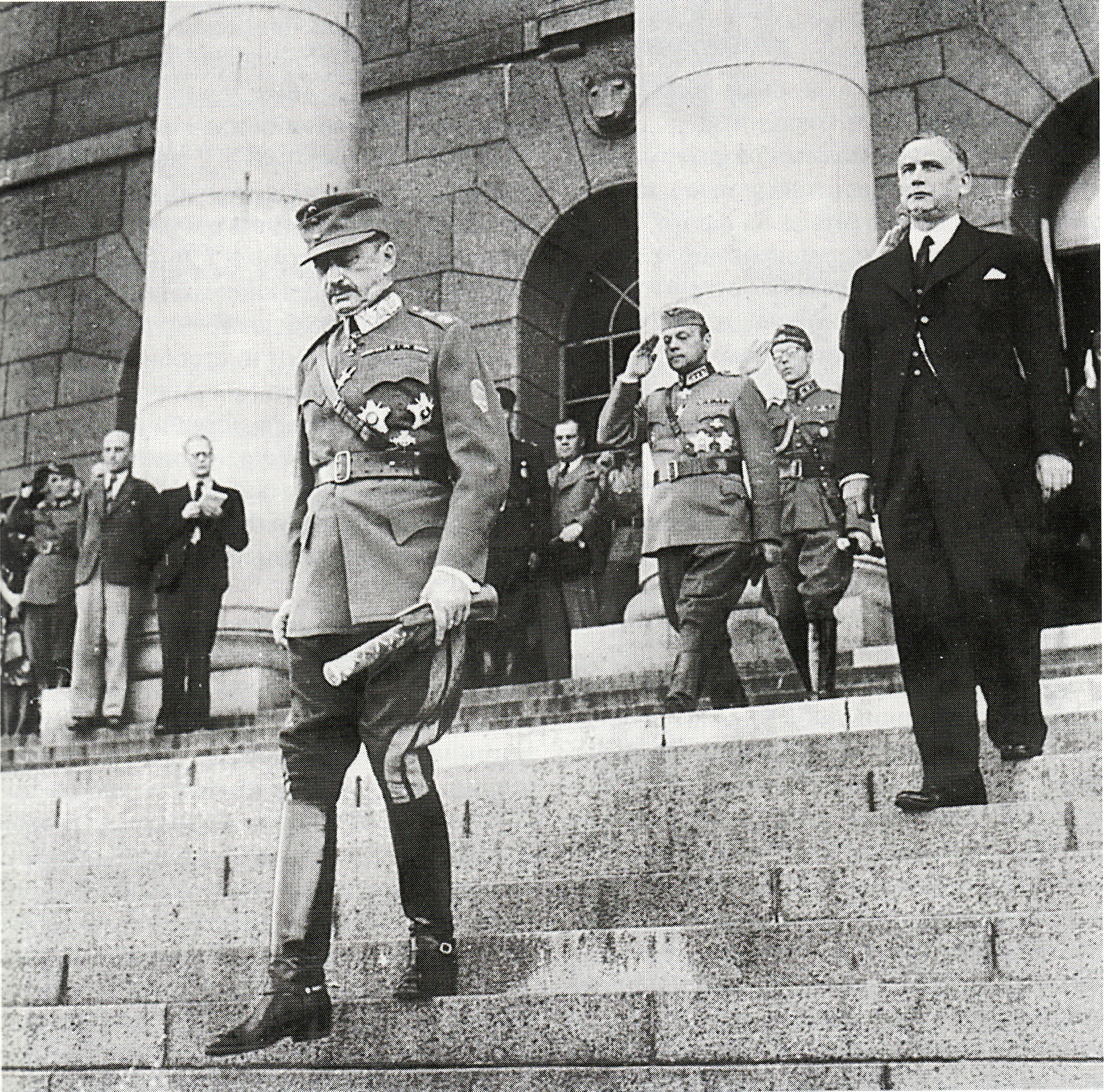
Carl Mannerheim esce dal Parlamento come Presidente della Finlandia, 1944.

Quando la sconfitta della Germania nella Seconda guerra mondiale divenne inevitabile, Mannerheim fu eletto Presidente della Finlandia nel 1944 per guidare i negoziati di pace con l'Unione Sovietica ed il Regno Unito: inizialmente furono fatti tentativi di persuadere Mannerheim a diventare primo ministro, ma egli li respinse a causa della sua età e della mancanza di esperienza nella gestione di un governo civile. La proposta successiva fu di eleggerlo capo di stato. Risto Ryti si sarebbe dimesso da presidente e il parlamento avrebbe nominato Mannerheim come reggente. L'uso del titolo di reggente avrebbe riflesso le circostanze eccezionali dell'elezione di Mannerheim. Mannerheim e Ryti furono entrambi d'accordo e Ryti presentò una notifica di dimissioni il 1° agosto. Il parlamento finlandese approvò un atto speciale che conferiva la presidenza a Mannerheim il 4 agosto 1944. Prestò giuramento lo stesso giorno. Un mese dopo l'insediamento di Mannerheim, la Guerra di Continuazione si concluse a condizioni dure, ma in definitiva molto meno dure di quelle imposte agli altri stati confinanti con l'Unione Sovietica; la Finlandia mantenne la sua sovranità, la sua democrazia parlamentare e la sua economia di mercato ma le perdite territoriali furono considerevoli; una parte della Carelia e tutto il Petsamo andarono perduti. Numerosi rifugiati careliani dovettero essere trasferiti. Le riparazioni di guerra furono molto ingenti. La Finlandia dovette anche combattere contro le truppe tedesche in ritirata a nord (Guerra di Lapponia) e, allo stesso tempo, smobilitare il proprio esercito, rendendo più difficile l'espulsione dei tedeschi; Mannerheim nominò il Tenente Generale Hjalmar Siilasvuo comandante supremo dell'esercito per intraprendere questa azione. Prima di decidere di accettare le richieste sovietiche, Mannerheim scrisse una lettera diretta ad Hitler:

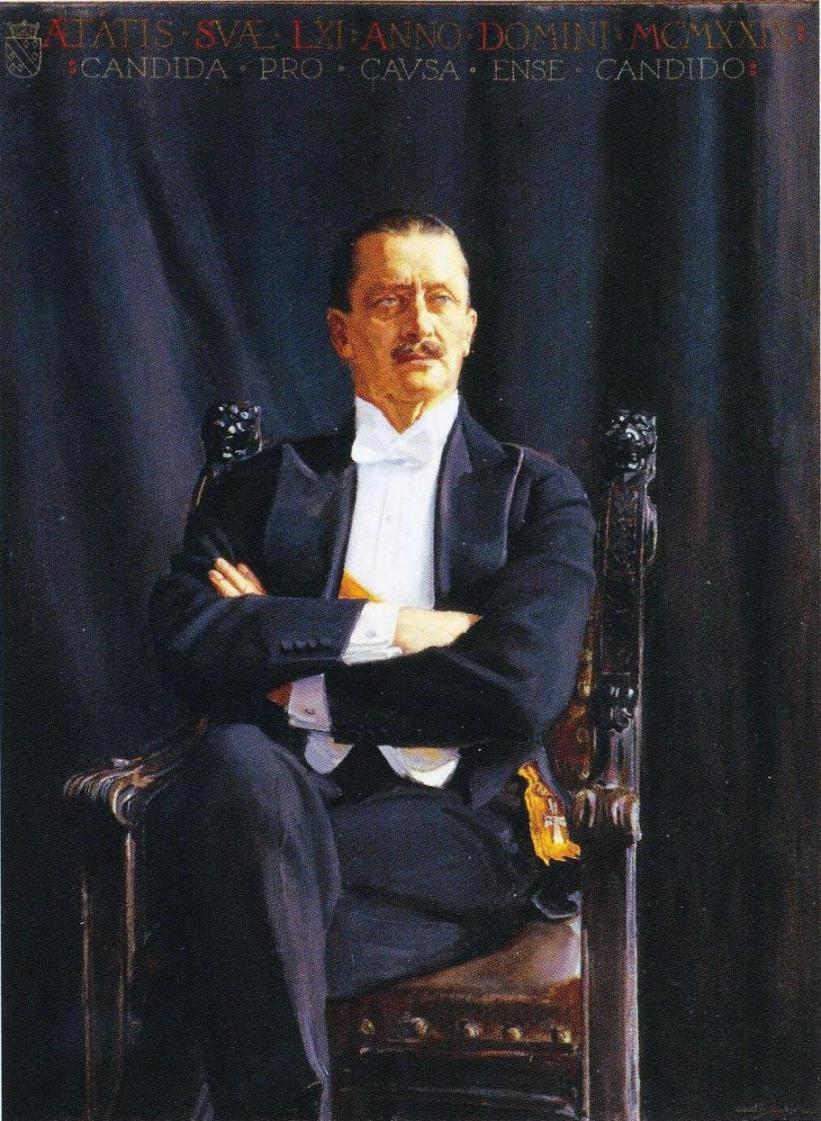
Mannerheim, ritratto da Gallen-Kallela, con l'Ordine della Croce della Libertà.

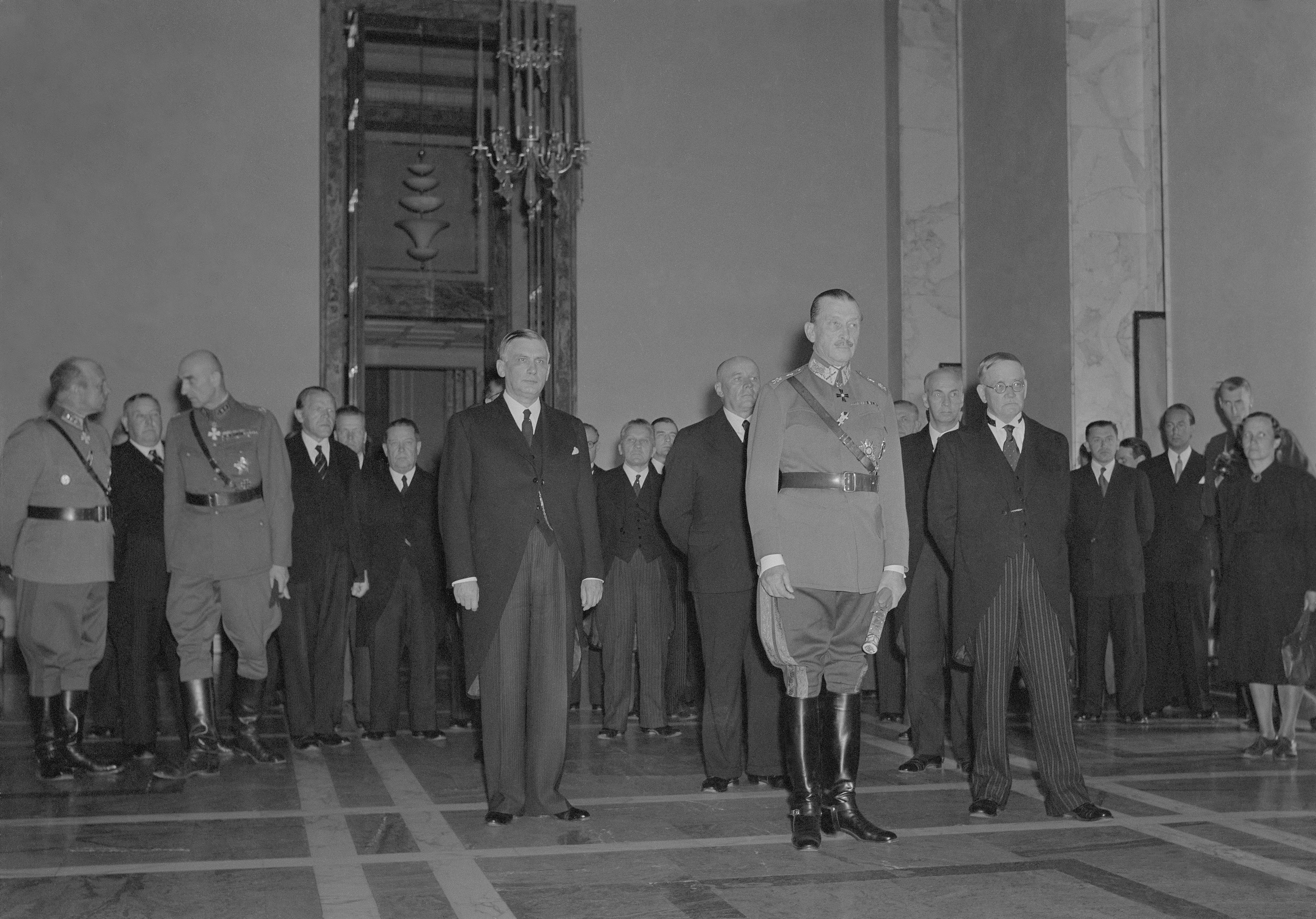
Proclamazione di Mannerheim a Presidente della Finlandia nel 1944.

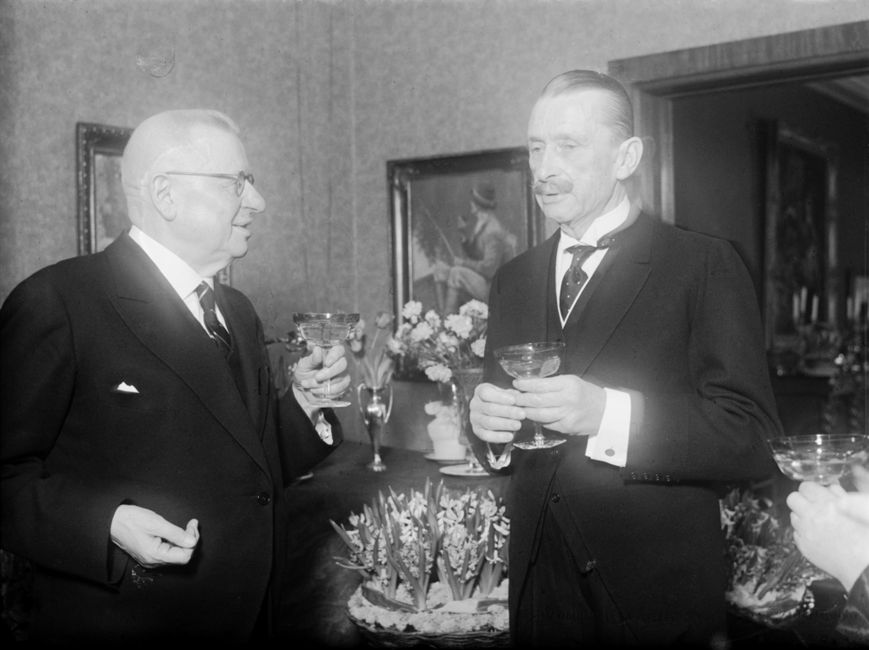
Mannerheim assieme al proprio successore Juho Kusti Paasikivi.

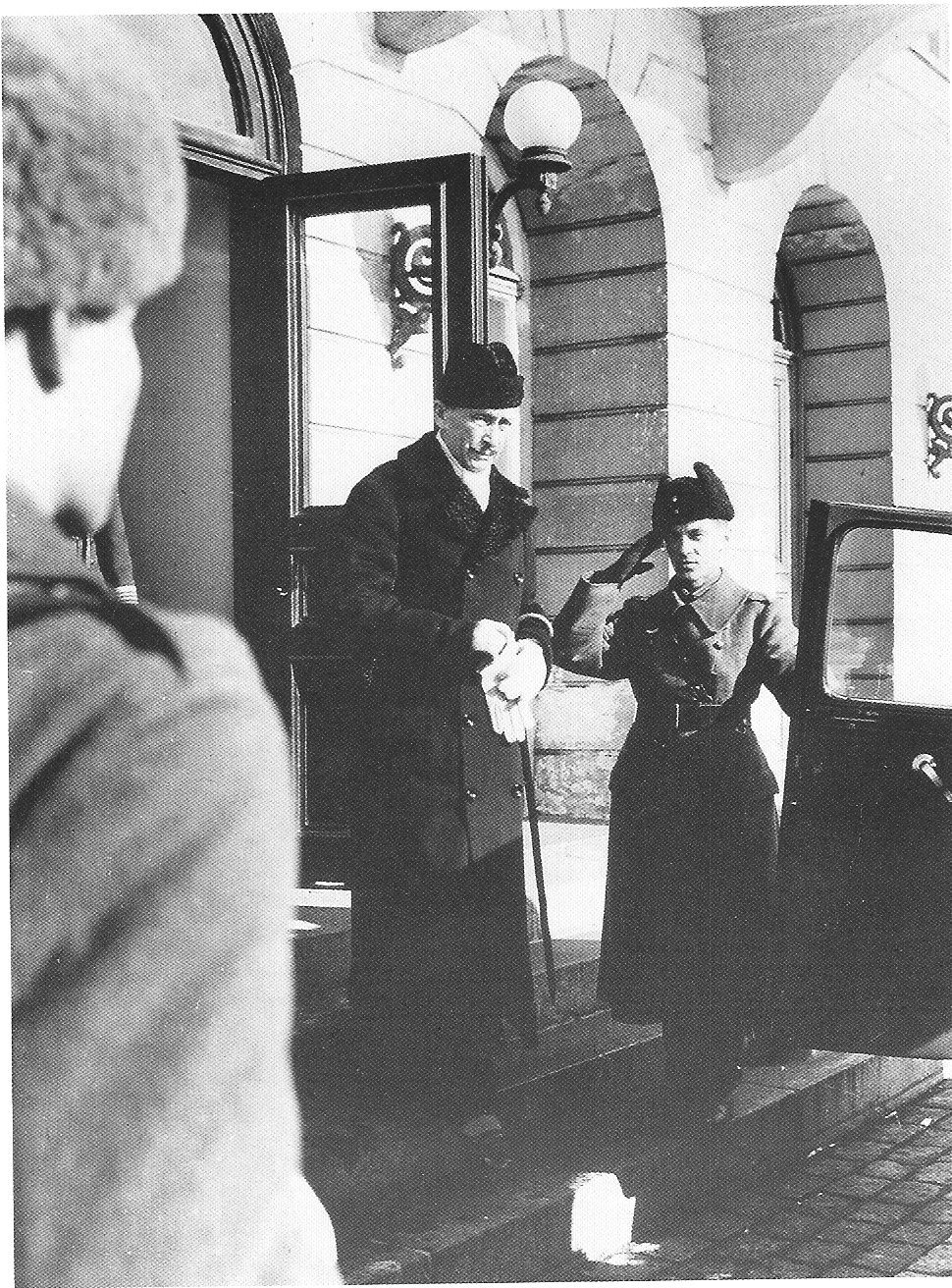
Mannerheim lascia il Palazzo presidenziale di Helsinki nel 1946.

Il mandato presidenziale di Mannerheim fu difficile per lui, poiché sebbene fosse stato eletto per un mandato completo di sei anni, nel 1944 aveva 77 anni e aveva accettato l'incarico con riluttanza, dopo essere stato sollecitato a farlo. La situazione fu aggravata da frequenti periodi di cattiva salute, dalle richieste della Commissione alleata di controllo e dai processi per responsabilità di guerra. Per gran parte della sua presidenza, temette che la Commissione avrebbe richiesto il suo processo per crimini contro la pace. Ciò non accadde mai. Uno dei motivi fu il rispetto e l'ammirazione di Stalin per il Maresciallo. Stalin disse a una delegazione finlandese a Mosca nel 1947 che i finlandesi dovevano molto al loro vecchio Maresciallo. Grazie a Mannerheim, la Finlandia non fu occupata. Nonostante le critiche di Mannerheim ad alcune delle richieste della Commissione di Controllo, si impegnò a fondo per adempiere agli obblighi di armistizio della Finlandia. Sottolineò anche la necessità di ulteriori lavori di ricostruzione in Finlandia dopo la guerra. Mannerheim fu afflitto da ricorrenti problemi di salute durante il 1945 e fu assente per motivi di salute dai suoi incarichi di presidente da novembre a febbraio 1946. Trascorse sei settimane in Portogallo per rimettersi in salute. Dopo l'annuncio dei verdetti nei processi per crimini di guerra a febbraio, Mannerheim decise di dimettersi. Credeva di aver adempiuto ai doveri per i quali era stato eletto: la guerra era finita, gli obblighi di armistizio adempiuti e i processi per responsabilità di guerra conclusi. Mannerheim si dimise così da presidente il 4 marzo 1946, adducendo come motivazione il suo peggioramento della salute e la convinzione che i compiti per i quali era stato scelto fossero stati portati a termine. Gli succedette come presidente il primo ministro conservatore J. K. Paasikivi.

### Morte
Dopo le sue dimissioni, Mannerheim acquistò la tenuta di Kirkniemi a Lohja, con l'intenzione di trascorrervi la pensione. Nel giugno del 1946 fu operato per un'ulcera peptica perforata e nell'ottobre dello stesso anno gli fu diagnosticata un'ulcera duodenale. All'inizio del 1947, gli fu raccomandato di recarsi al sanatorio Valmont di Montreux, in Svizzera, per riprendersi e scrivere le sue memorie. Valmont sarebbe stata la residenza principale di Mannerheim per il resto della sua vita, sebbene tornasse regolarmente in Finlandia e visitasse anche Svezia, Francia e Italia. Poiché Mannerheim era anziano e malaticcio, scrisse personalmente solo alcuni passaggi delle sue memorie. Dettò altre parti. Le parti rimanenti furono scritte, basandosi sui suoi ricordi, dai vari assistenti di Mannerheim, come il colonnello Aladár Paasonen, il generale Erik Heinrichs, i generali Grandell, Olenius e Martola ed il colonnello Viljanen, uno storico di guerra. Finché Mannerheim fu in grado di leggere, corresse le bozze dattiloscritte delle sue memorie. Rimase quasi totalmente in silenzio sulla sua vita privata, concentrandosi invece sulla storia della Finlandia, soprattutto tra il 1917 ed il 1944. Quando Mannerheim subì una fatale occlusione intestinale nel gennaio del 1951, le sue memorie non erano ancora giunte alla loro forma definitiva. Furono pubblicate dopo la sua morte.

Funerali di stato di Mannerheim, 1951.

Stemma di Carl Gustaf Mannerheim.

Carl Gustaf Emil Mannerheim morì il 27 gennaio 1951 (28 gennaio ora finlandese) a Losanna, in Svizzera. Fu sepolto il 4 febbraio 1951 nel cimitero di Hietaniemi ad Helsinki, ricevendo un funerale di stato con tutti gli onori militari. Lasciando un'eredità come "padre dell'indipendenza" della Finlandia, la sua leadership durante la guerra civile, la Seconda guerra mondiale e la ripresa postbellica consolidò il suo ruolo di figura unificante nazionale. Mannerheim rimane una delle figure storiche più celebri della Finlandia. La sua capacità di affrontare complesse sfide politiche e militari ha garantito la sopravvivenza della Finlandia come stato indipendente. È ricordato non solo come leader militare, ma anche come statista e filantropo che ha dedicato la sua vita al suo Paese.